# 狹眼黑姑魚
狹眼黑姑魚為輻鰭魚綱鱸形目鱸亞目石首魚科的其中一種，分布於紅海艾拉特灣海域，棲息深度300-750公尺，體長可達24.8公分。